# Kyoto University of Art and Design
Die Kyōto Zōkei Geijutsu Daigaku (jap. 京都造形芸術大学; engl. Kyoto University of Art & Design) ist eine 1991 gegründete private Kunsthochschule in Sakyō-ku, Kyōto, Japan. Die Vorläuferschule wurde 1934 gegründet. Präsident ist der Seismologe Kazuo Oike.
Seit 2004 können Gastkünstler aus Amerika, Europa und Japan am universitätseigenen International Research Center for the Arts (IRCA) studieren.